# Kehtna (plaats)
Kehtna (Duits: Kechtel) is een plaats in de Estlandse gemeente Kehtna, provincie Raplamaa. Kehtna heeft de status van groter dorp of vlek (Estisch: alevik).
Tot in oktober 2017 was Kehtna de hoofdplaats van de gelijknamige gemeente. In die maand fuseerden de gemeenten Kehtna en Järvakandi en werd Järvakandi de hoofdplaats.

## Bevolking
Kehtna had 1142 inwoners op 31 december 2011 en 1173 inwoners op 31 december 2021.

## Geschiedenis
De plaats werd in 1470 voor het eerst genoemd als landgoed onder de naam Kectel. Een nederzetting op het landgoed ontstond pas in de 20e eeuw.
Het landgoed was gedurende een groot deel van zijn bestaan eigendom van de familie von Vietinghoff, die rond 1790 een landhuis liet bouwen. In 1874 liet de toenmalige eigenaar, een von Lilienfeld, het landhuis verbouwen in neorenaissancestijl. Tijdens de Revolutie van 1905 werd het landhuis in brand gestoken. Bij de herbouw kreeg het landhuis een zadeldak in plaats van een plat dak. De laatste eigenaar voor de onteigening door het onafhankelijk geworden Estland in 1919 was Helmuth von Lilienfeld. Daarna was het gebouw een school. Sinds 1997 is het in particuliere handen. Een aantal bijgebouwen is ook bewaard gebleven. Het huis van de opzichter heeft gediend als gemeentehuis van de gemeente Kehtna.
Het landhuis ligt in een park ter grootte van 5 ha. Het park telt meer dan 110 soorten bomen en struiken, waarvan 80 niet inheems.
De kerk die doorgaans de Sint-Pieterskerk van Kehtna (Estisch: Kehtna Peetri kirik) wordt genoemd, ligt op het terrein van het dorp Lellapere, ongeveer 3 km ten zuidoosten van Kehtna. Het gebouw dateert uit 1887.

## Geboren in Kehtna
- Alo Bärengrub (1982), Estisch voetballer
- Alo Dupikov (1985), Estisch voetballer

## Foto's

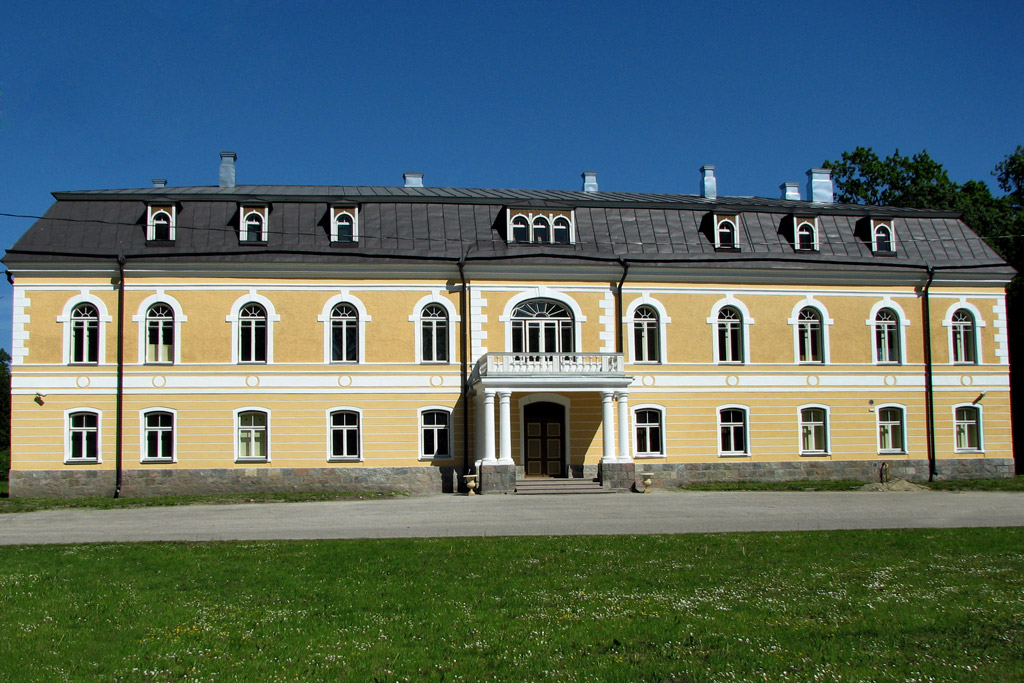
Het landhuis van Kehtna
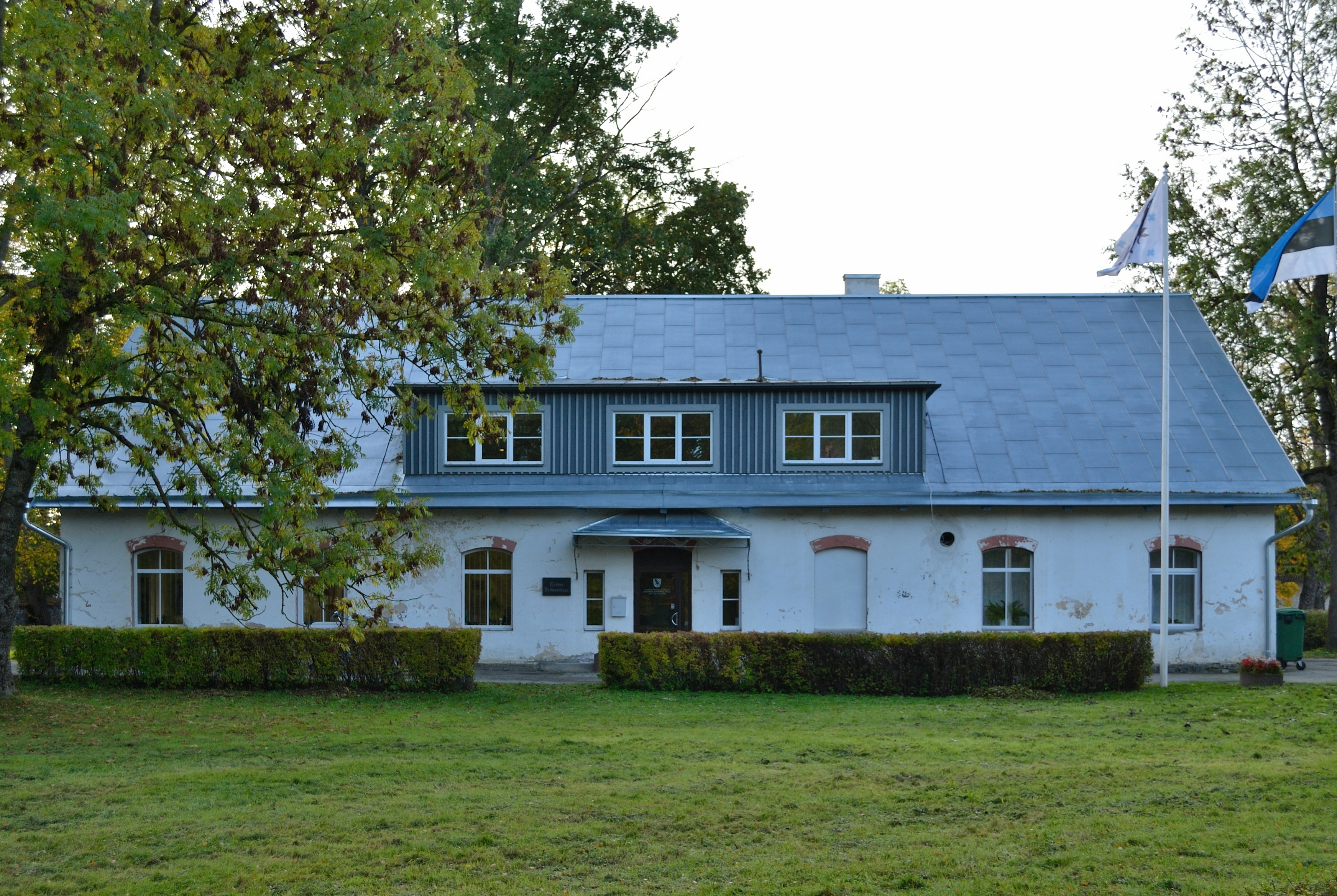
Het vroegere huis van de opzichter, tot in 2017 gemeentehuis
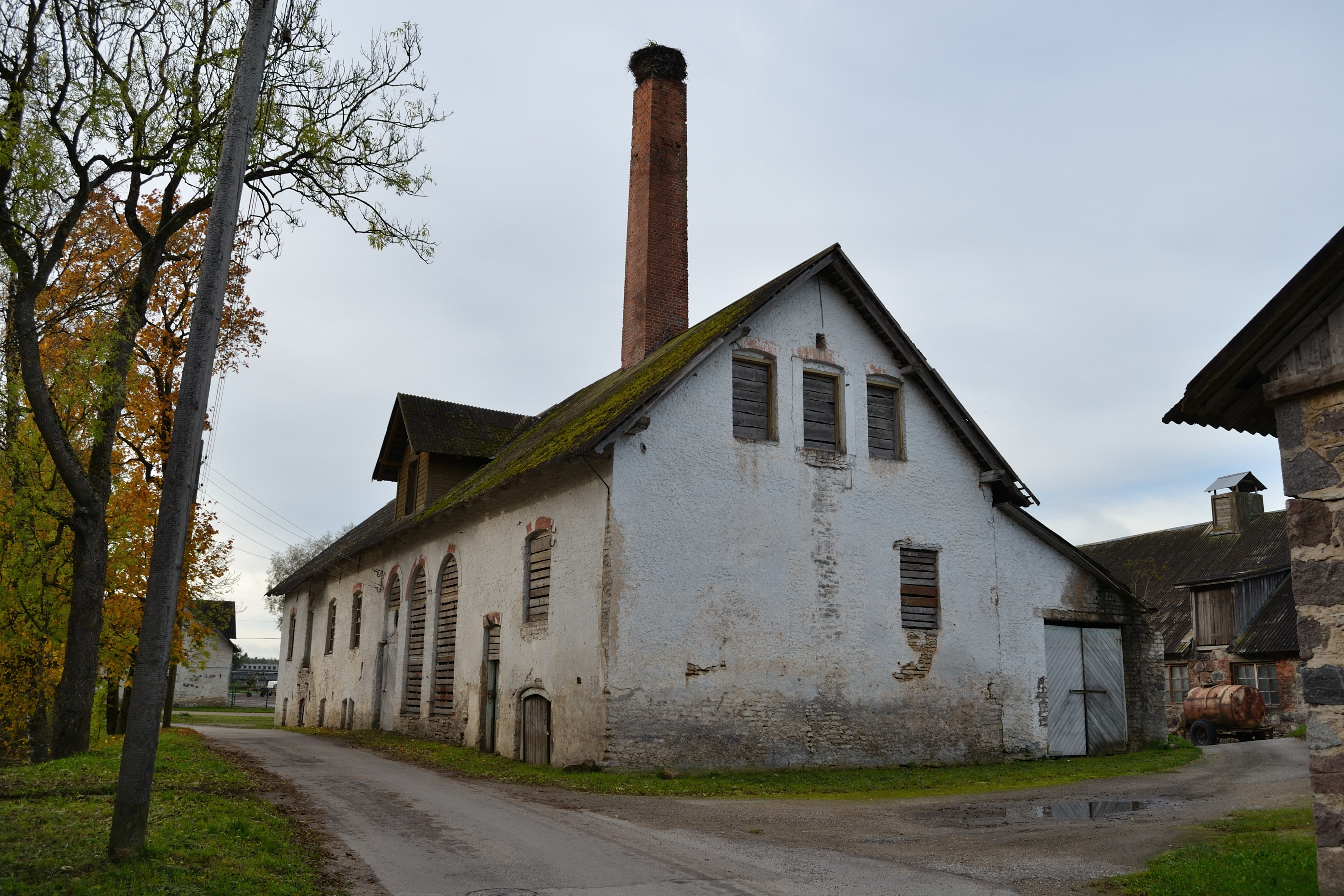
De vroegere wodkastokerij
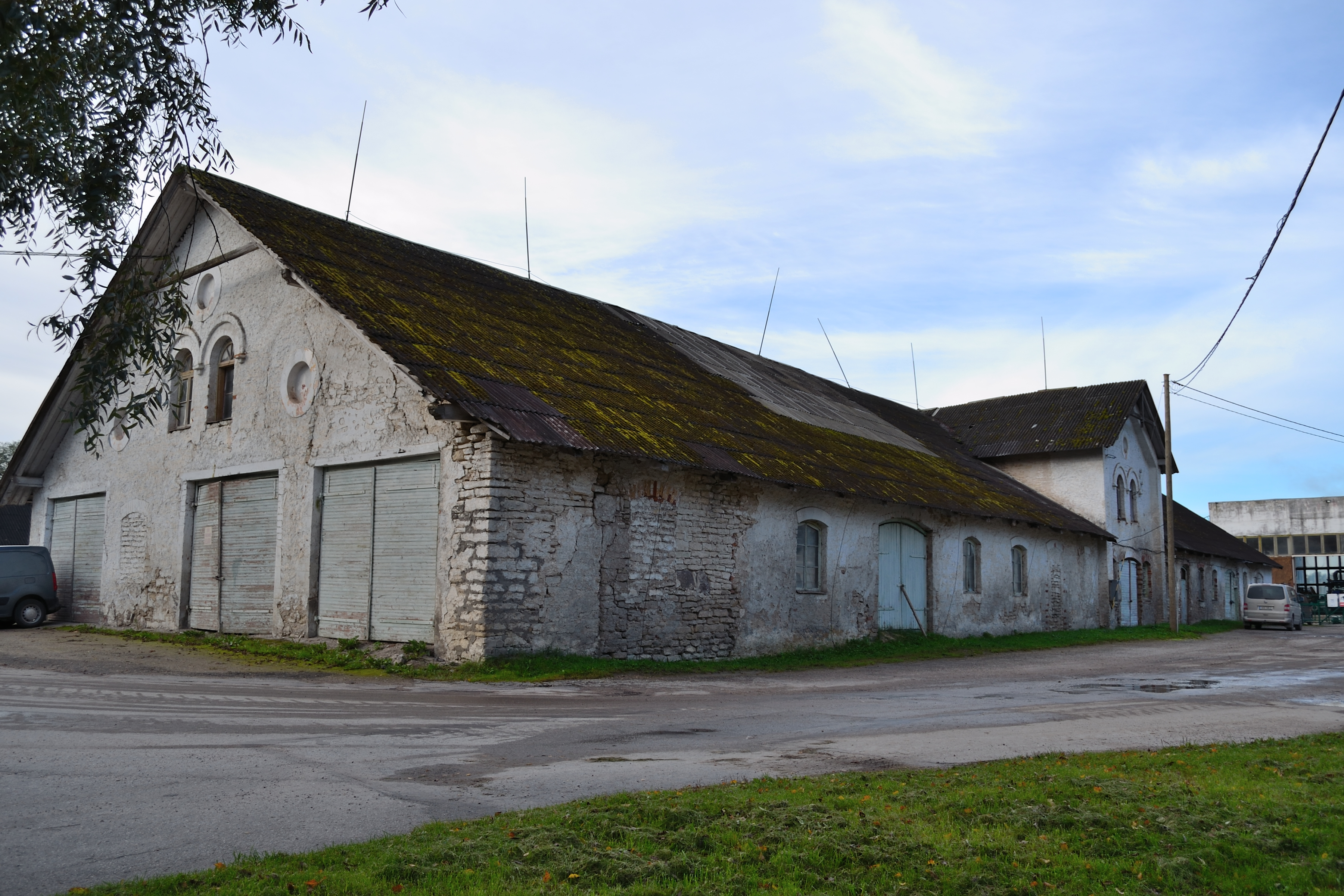
Het vroegere koetshuis
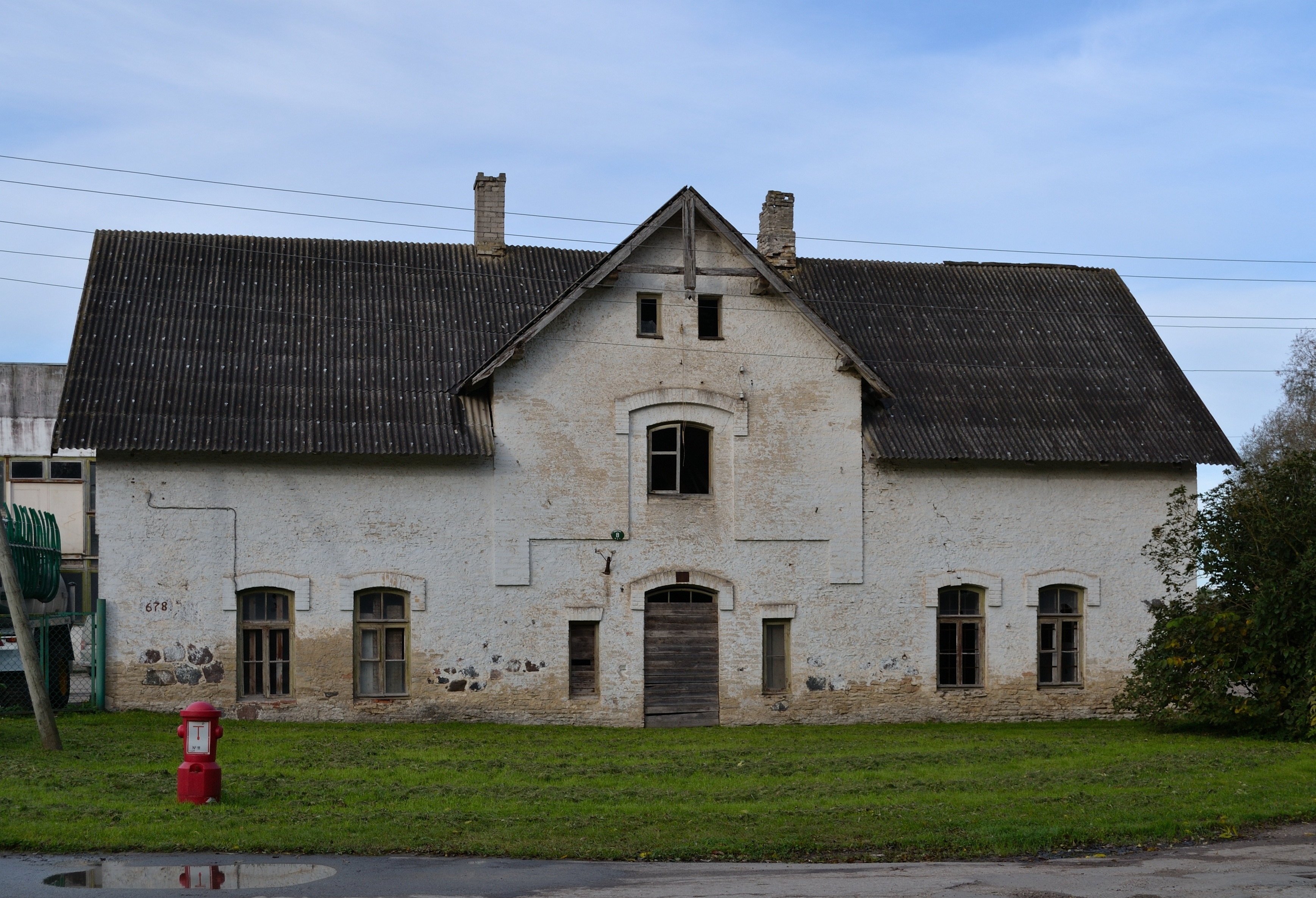
Vroegere melkfabriek
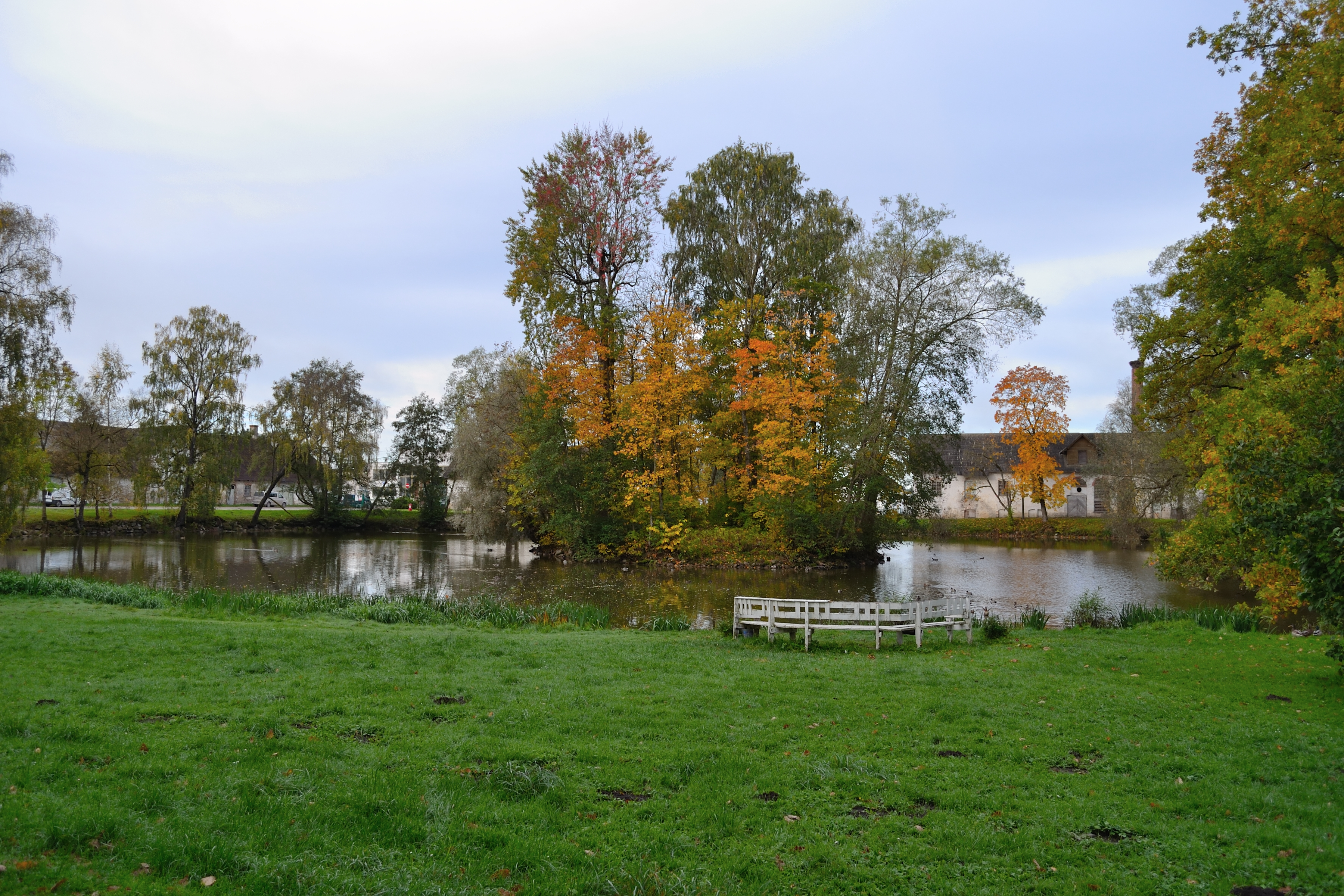
Het park bij het landhuis
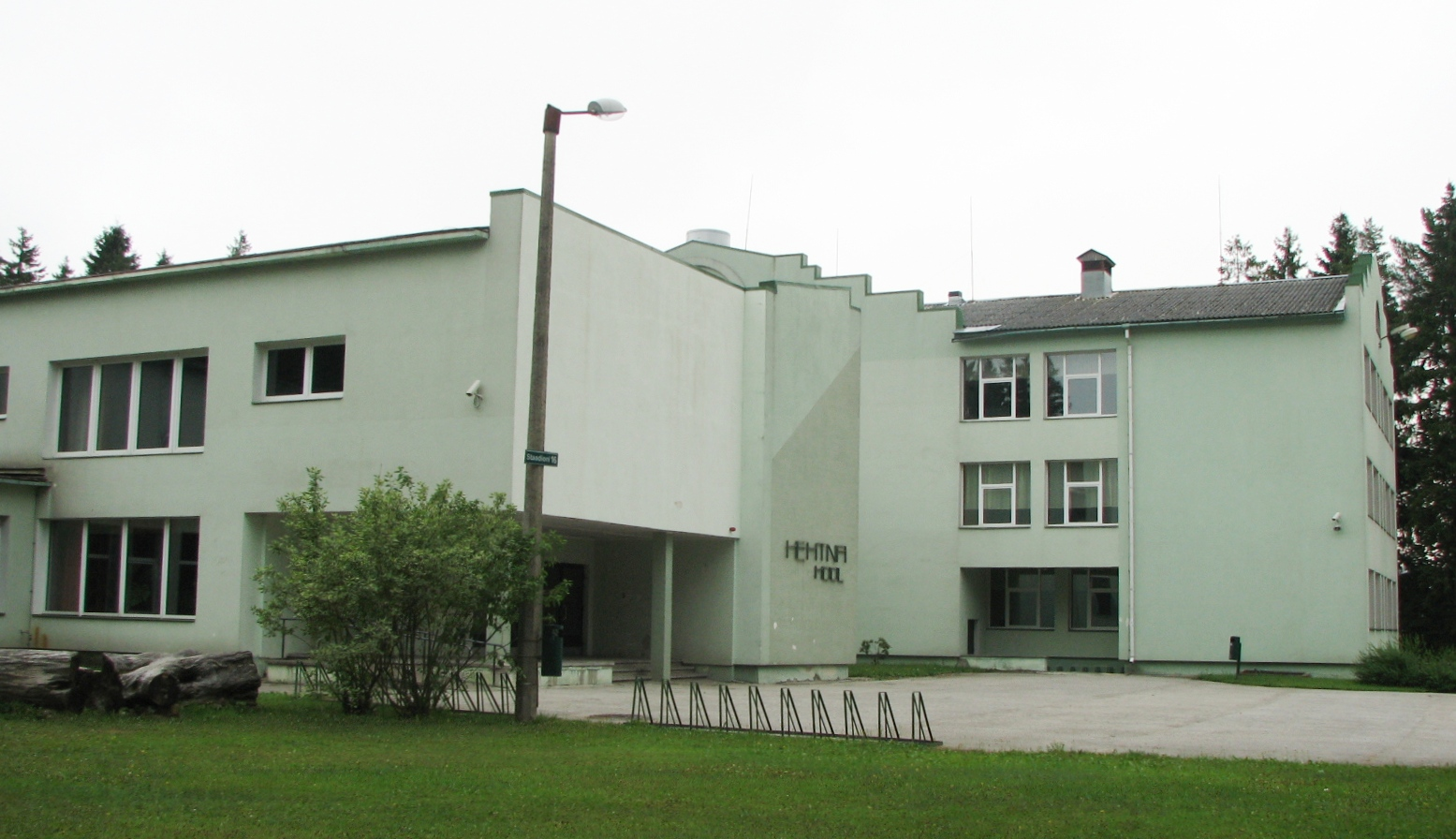
Basisschool
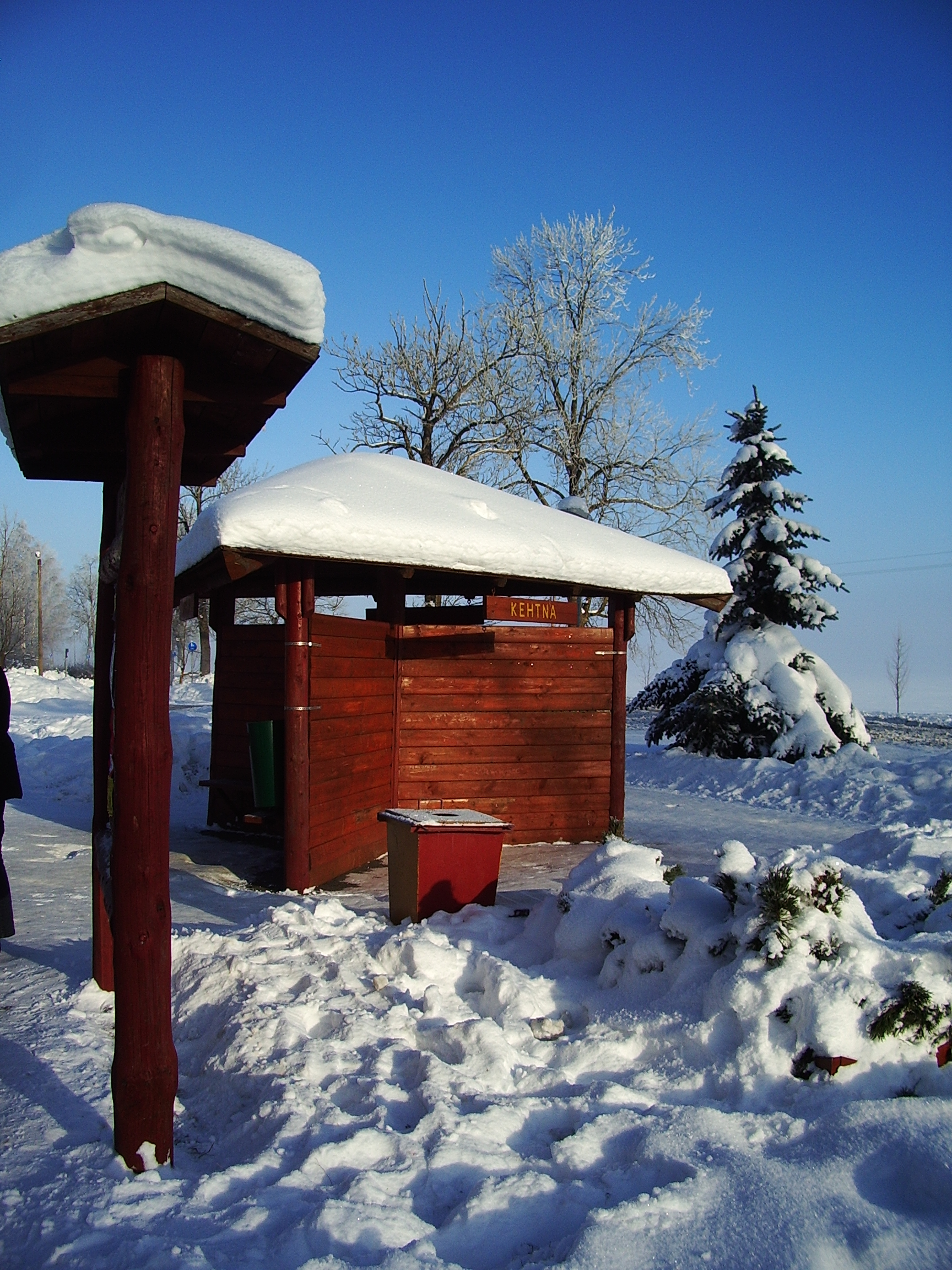
Bushokje in de winter
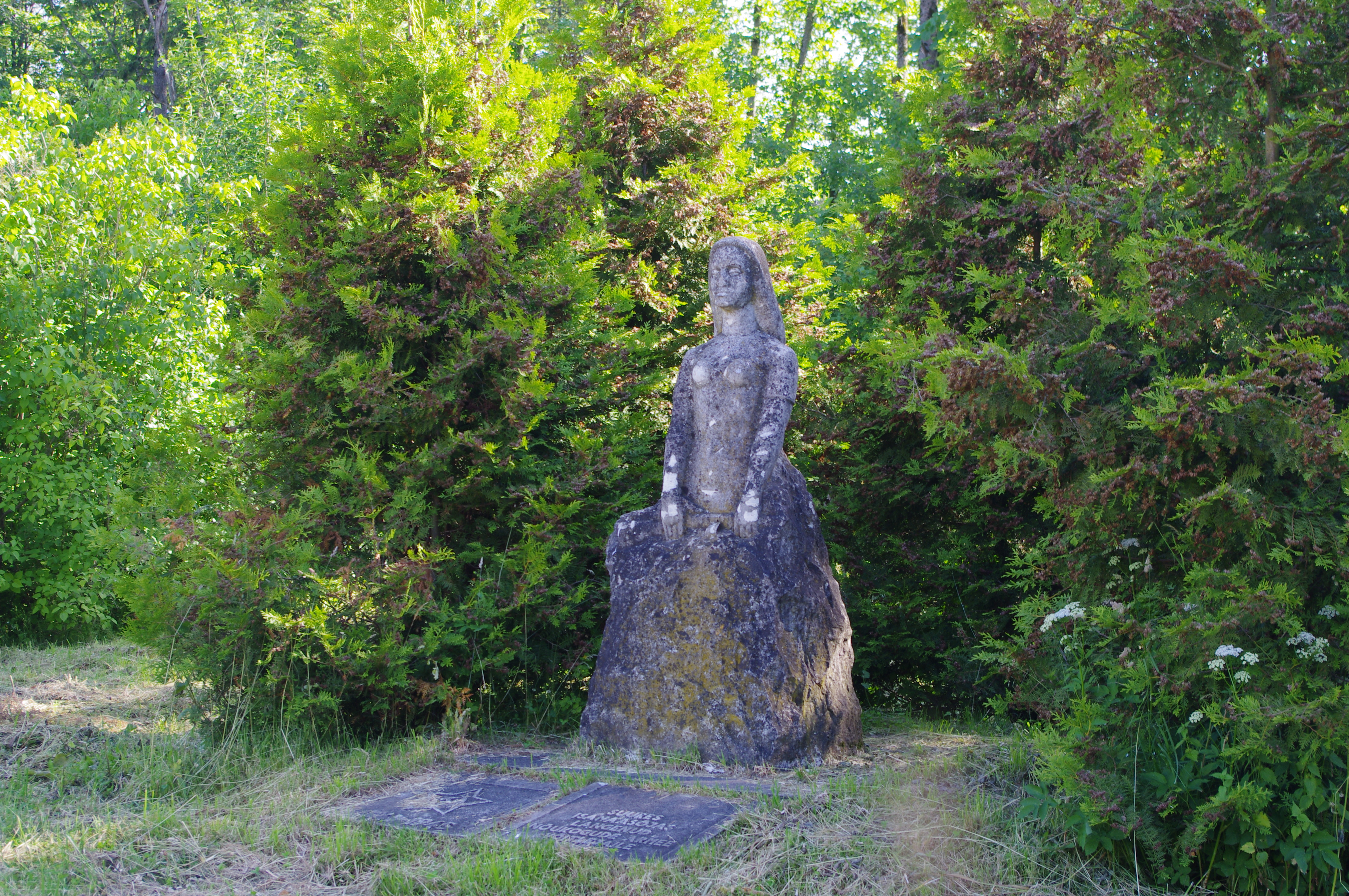
Gedenkteken voor de slachtoffers van de Tweede Wereldoorlog